# Монастырь в Стратиа
Монасты́рь святы́х великому́чеников Феодо́ров (греч. Η Μονή των Αγίων Θεοδώρων Στρατιάς) — православный женский монастырь Керкирской митрополии в местечке Стратиа (Στρατιά) в городе Керкира на острове Керкира.
Престольный праздник монастыря — первая суббота Великого поста (воспоминание чуда великомученика Феодора Тирона)

## История
Монастырь святых великомучеников Феодоров называют жемчужиной окрестностей Керкиры — является одним из древнейших на острове. Изначально это был женский монастырь, куда уходили жены, матери, дочери и сестры благородных и состоятельных семейств Корфу.
Он был основан вблизи развалин дорического храма Артемиды (590—580 гг. BC) и античного города (Палеополи), сейчас это местечко Стратиа в районе Гарица. Из руин античного языческого храма добывался материал для постройки собора монастыря.
В XV и XVI веках кафоликон монастыря был посвящён двум великомученикам — Георгию Победоносцу и Феодору Тирону. Однако позже в название монастыря вкралась ошибка, и его стали называть монастырем святых Феодоров.

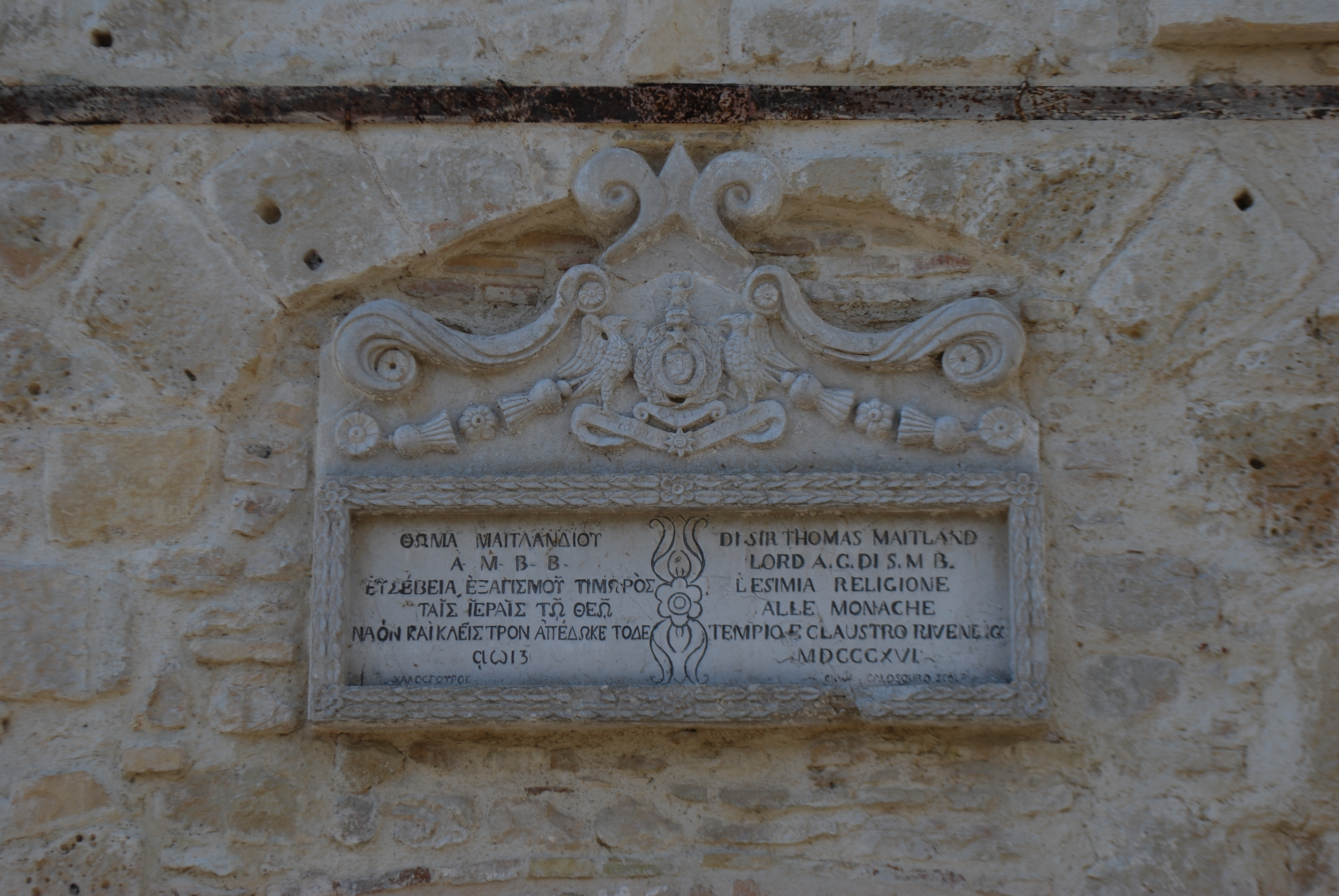
Памятная таблица на греческом и итальянском над северным входом кафоликона. Она напоминает о работах по благоустройству собора при губернаторе Майтланде

В 1797 году, когда остров оккупировали французы (1797—1800), часть монастырских построек была занята под военный гарнизон, некоторые кельи отвели под тюрьму.
В середине XIX века, когда островом управлял генерал-губернатор Томас Майтланд, обитель получила материальную поддержку и многие постройки монастыря были отремонтированы, построены новые, да и вообще, монастырь пережил пору относительного расцвета.
В 1912 году в монастыре был пожар, были повреждены многие здания, в том числе самые древние.
Во время Второй мировой войны монастырь подвергся бомбардировкам авиации итальянских и немецких фашистов.
Сегодня уцелевшие здания монастыря отреставрированы, находится в хорошем состоянии, в обители поддерживается духовная жизнь, принимаются новые послушницы.

## Монастырские постройки
Монастырь сохранил многие постройки с самых древних времен. Закладка собора обители датируется V веком. Кафоликон представлял собой трехнефную базилику с нартексом. Перед алтарем находился трансепт.

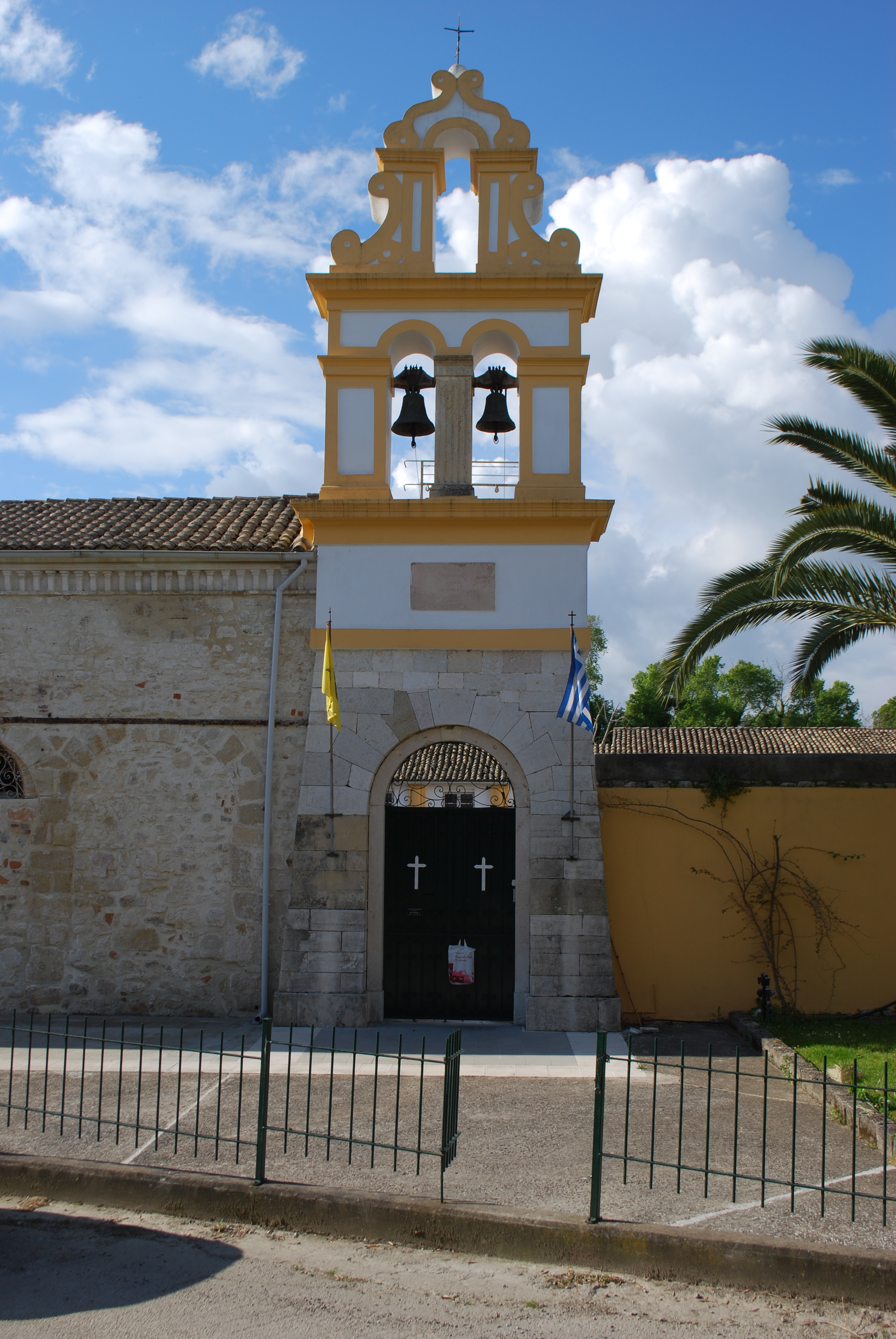
Колокольня монастыря

Обитель не раз подвергалась перестройкам и внешним изменениям. Основной стиль был задан в духе маньеризма в XVI веке. Архитектурный стиль монастырских зданий испытал влияние итальянского зодчества. Монастырский комплекс включает три крыла, из которых западное было построено до XVII века, южное — в начале XVII века, а восточное — в конце века.

## Святыни
В монастыре хранятся мощи святых мучеников Георгия, Анастасии Римской и Фёклы.

## Произведения искусства
В монастыре хранятся бесценные церковные и исторические реликвии: памятники стенописи, переносные иконы, редкие фолианты и рукописи. Здесь сохранилась иконопись византийской и пост-византийской эпох.